# Patientenumbetter
Patientenumbetter, auch Patiententransporter genannt, werden für die Übernahme oder Übergabe von Patienten von einem Operationstisch in ein Patiententransportsystem oder Patientenbett benötigt. Patientenumbetter gelten als Hilfsmittel für Rückengerechtes Arbeiten in der Pflege.
Es wird unterschieden zwischen stationären und mobilen Umbettern. Stationäre Patientenumbetter sind als Patientenübergabeschleuse am Anfang des Op-Zuganges fest installiert. Mobile Patientenumbetter sind flexibel an unterschiedlichen Orten einsetzbar und können auch mit einer Patiententransportfunktion ausgestattet sein. Umbetter kommen vor allem im Operationsbereich oder in der Notaufnahme eines Krankenhauses zum Einsatz. Die Umlagerung des Patienten erfolgt, indem die Liegefläche mit Umrollmechanik und Transferband unter den Patienten gleitet und so für einen sicheren Transfer vom Bett auf den OP-Tisch oder umgekehrt sorgt.
Patientenumbetter dienen einerseits der Entlastung des einschleusenden Personals, weil durch sie das manuelle Umlagern und Transferieren entfällt. Andererseits ermöglichen sie für den Patienten einen sicheren Transfer, da sein Gewicht vom Umbetter und nicht vom Personal getragen wird.